# Nils Sundell (jurist)
Nils Arvid Reinhold Sundell, född 28 juli 1892 i Åsbo socken, Östergötlands län, död 17 juni 1983 i Östra Frölunda församling i dåvarande Älvsborgs län, var en svensk jurist och ämbetsman.
Efter studentexamen 1912 läste han juridik och blev juris kandidat 1923. Han gjorde sin tingstjänstgöring i Västmanlands västra domsaga och Nordmarks domsaga samt var vikarieanställd i rådhusrätten i Norrköping till 1929. Sundell kom sedan till Skaraborgs län där han blev stadsfiskal och stadsfogde i Hjo samma år.
Nils Sundell var son till kontraktsprosten Carl Reinhold Sundell och Wendela Salvén. Han var 1924–1930 gift med gymnastikdirektören Margit Nordin (1897–1982), som var Sveriges första kvinnliga vasaloppsåkare. Nils Sundell var sedan gift 1931–1961 med Elsa Lindblom (1897–1979). De fick dottern Kerstin 1933. Sundell är begraven på Sankt Sigfrids griftegård i Borås.